# Paul-Ernest Dumont-Fillon
Paul-Ernest Dumont-Fillon, francoski general, * 1880, † 1949.